# Ланг, Геза
Геза Ланг (венг. Géza Láng) (8 марта 1916, Бекешчаба Венгрия — 18 февраля 1980, Будапешт Венгрия) — венгерский ботаник и растениевод, член Венгерской АН, член академии сельскохозяйственных наук ГДР (1968-80), иностранный член ВАСХНИЛ (1972-80).

## Биография
Родился Геза Ланг 8 марта 1916 года в Бекешчабе. Отец — Фредерик, юрист, мать — Элизабет, домохозяйка. До 1934 года жил в Бекешчабе, после этого переехал с родителями в Кестхей, где он в 1937 году окончил Сельскохозяйственную академию. После окончания данный академии был оставлен работать там же, где проработал вплоть до 1968 года, при этом 3 последних года занимал должность ректора академии. Являлся также академиком-секретарём Отделения аграрных наук Венгерской АН.

### Вторая мировая война
В 1942 году во время Второй мировой войны Геза Ланг ушёл добровольцем на фронт и был определён на Восточный фронт, где воевал до 1943 года, после чего дослужился до резервиста. С 1944-по 1945 год Геза Ланг вновь был зачислен на службу в армию.

### Смерть
Скончался Геза Ланг 18 февраля 1980 года в Будапеште, не дожив до 64-х лет чуть больше месяца.

## Научные работы
Основные научные работы посвящены растениеводству и агрохимии.
- Проанализировал состояние использования минеральных удобрений в странах СЭВ.